# Craig Savill
Craig Savill (Lahr, 25 de octubre de 1978) es un deportista canadiense que compitió en curling. Ganó dos medallas de oro en el Campeonato Mundial de Curling, en los años 2007 y 2012.

## Palmarés internacional
| Campeonato Mundial | Campeonato Mundial | Campeonato Mundial | Campeonato Mundial |
| Año                | Lugar              | Medalla            | Prueba             |
| ------------------ | ------------------ | ------------------ | ------------------ |
| 2007               | Edmonton (Canadá)  | Medalla de oro     | Equipo             |
| 2012               | Basilea (Suiza)    | Medalla de oro     | Equipo             |